# Ocnocerus bayaoi
Ocnocerus bayaoi är en insektsart som beskrevs av Bolívar, I. 1889. Ocnocerus bayaoi ingår i släktet Ocnocerus och familjen gräshoppor. Inga underarter finns listade i Catalogue of Life.